# Шегава
Шегава е река в Западна България, област Кюстендил, община Кюстендил, ляв приток на река Струма. Дължината ѝ е 10 км. Влива се отляво в река Струма на 505 м н.в., на около 400 м североизточно от село Раждавица. На изхода за Земенския пролом е един от изходните пунктове към дълбокия каньон на реката, който завършва край село Буново.
Реката води началото си от 1014 м н.в., северозападно от седловината Стражата в Конявската планина. Среден наклон на течението 45‰. Водосборната област на Шегава се простира в слабо залесен карстов район, в който преобладават варовиците. Реката има повърхностен отток само при валежи и при топене на снежната покривка.
На около 1,5 км от устието в коритото на реката има карстови извори. В миналото водите им са задвижвали колелата на 3 воденици, а днес чрез помпена станция се използват за водоснабдяване и напояване.
Шегава има красива каньоновидна долина, с дълбочина повече от 200 м. По стръмните, а на места отвесни склонове, са изваяни причудливи скални образувания с височина повече от 100 м. – пирамиди, зъбери, отвесни стени, игли.
Забележителни със своята красота са Шегавските ритли, скалните образувания „Самотнико“, „Тутунярнико“, „Камилите“, „Костенурката“, „Плочата“ и др.
В долината на река Шегава са пещерите „Гълъбарнико“, „Дрен дупка“, „Беловащица“ и др. Съединяващото се с Шегава суходолие „Падалището“ има също каньоновидна долина с прагове, един от които е с височина около 45 м., като при валежи се образува поток с красиви водопади.
В речното корито има множество високи прагове и скални блокове, ерозионни улеи и котли.
Почвите в поречието на реката са предимно хумусно-карбонатни. По склоновете растат ксеротермни тревни формации, бук, келяв габър, цер и благун.
По течението на реката са разположени две от махалите на село Буново в Община Кюстендил.

## Топографска карта
- Лист от карта K-34-58. Мащаб: 1 : 100 000.